# Iris Valerius
Iris Maria Wilhelmina Valerius, även Walerius, Wallerius och Vallerius, född den 7 oktober 1905 i Kungsholms församling, Stockholm, död den 15 april 1947 i Hedvig Eleonora församling i samma stad, var en svensk dansös.
Inför att Valerius skulle medverka i 1938 års nyårsrevy på Mosebacketeatern beskrevs hon i pressen som "solodansösen-imitatrisen Iris Walerius". Hon uppträdde även som danspar med bland annat Bengt Vernholm som manlig partner.

## Filmografi
- 1930 – För hennes skull